# Гревићи
Гревићи су насељено мјесто у општини Прозор-Рама, Босна и Херцеговина.

## Становништво
|         | 2013.       | 1991.         | 1981.         | 1971.         |
| Укупно  | 77 (100,0%) | 187 (100,0%)  | 235 (100,0%)  | 270 (100,0%)  |
| Бошњаци | 77 (100,0%) | 138 (73,80%)1 | 173 (73,62%)1 | 186 (68,89%)1 |
| Хрвати  | –           | 48 (25,67%)   | 62 (26,38%)   | 84 (31,11%)   |
| Остали  | –           | 1 (0,535%)    | –             | –             |

1. 1 На пописима од 1971. до 1991. Бошњаци су пописивани углавном као Муслимани.